# 歐洲夏令時
歐洲夏令時是為了利用季節性的日光而在春季開始提前一個小時的作息方法。此方法在全歐洲除冰島外的所有國家實行（冰島全年實行格林尼治時間）。在歐盟國家和其他一些非欧盟国家中，此方法實行時期從每年三月份的最後一個周日2:00（格林尼治時間）開始，至十月份最後一個周日 3:00（格林尼治時間）結束。
| 淺藍 | 欧洲西部时间／格林尼治標準時間（UTC）                       |
| 藍色 | 欧洲西部时间／格林尼治標準時間（UTC）                       |
| 藍色 | 欧洲西部夏令时间／英国夏令时／愛爾蘭標準時間（UTC+1）       |
| 紅色 | 欧洲中部时间（UTC+1）                                       |
| 紅色 | 欧洲中部夏令时间（UTC+2）                                   |
| 黃色 | 欧洲东部时间／加里宁格勒时间（UTC+2）                       |
| 金色 | 欧洲东部时间（UTC+2）                                       |
| 金色 | 欧洲东部夏令时间（UTC+3）                                   |
| 淺綠 | 歐洲极东時間／莫斯科时间／土耳其時間（UTC+3）               |
| 青綠 | 亞美尼亞時間／亞塞拜然時間／喬治亞時間／薩馬拉時間（UTC+4） |

## 历史
在历史上，欧洲的不同国家采用过各种不同的夏令时制度，但这给交通、通讯和其他活动带来了不便。二十世纪八十年代，欧洲共同体开始发布关于夏令时制度的指令，要求其成员国通过立法来确定夏令时的开始和结束日期。
自1981年起，每一个指令中都规定了统一的夏令时开始时间（在3月最后一个周日的格林尼治时间1:00将时间调前1小时），但是结束的时间并不一致。1981年和1982年的结束日期为10月的第四个周日；1983年，除欧洲西部时区外的所有欧洲时区均将结束日期改为9月的最后一个周日；1996年，所有欧洲时区均把结束日期改为10月的第四个周日。1998年，这一日期再一次被修改为10月的最后一个周日。目前具有效力的第九条指令，则将这一时间范围定为永久有效。

## 2008年到2021年夏令时的开始与结束日期
欧洲夏令时于以下日期的格林尼治标准时间1:00开始（时钟提前一個小時）：
- 2008年3月30日
- 2009年3月29日
- 2010年3月28日
- 2011年3月27日
- 2012年3月25日
- 2013年3月31日
- 2014年3月30日
- 2015年3月29日
- 2016年3月27日
- 2017年3月26日
- 2018年3月25日
- 2019年3月31日
- 2020年3月29日
- 2021年3月28日

用于计算欧洲夏令时开始时间的公式为：
3月(31-(5y÷4+4) mod 7)日的1:00（格林尼治标准时间）
（至2099年有效）其中y指年份，而对于非负数a，a mod b表示将a和b截尾后，两数相除所得的余数。
欧洲夏令时于以下日期的格林尼治标准时间1:00结束（时钟调后一個小時）：
- 2008年10月26日
- 2009年10月25日
- 2010年10月31日
- 2011年10月30日
- 2012年10月28日
- 2013年10月27日
- 2014年10月26日
- 2015年10月25日
- 2016年10月30日
- 2017年10月29日
- 2018年10月28日
- 2019年10月27日
- 2020年10月25日
- 2021年10月31日

用于计算欧洲夏令时结束始时间的公式为：
10月(31-(5y÷4+1) mod 7)日的1:00（格林尼治标准时间）
（至2099年有效）
以上两个方程对今天（03月14日）给出的夏令时偏移量为表达式错误：预期外的<运算符。
（1表示目前实施夏令时）。

## 未來發展
2015年、2016年，欧盟议会成员国曾提议废除夏令时，但是当时歐洲聯盟委員會并没有推动议案审议，表示没有足够证据证明该变动有足够民意支持，而且歐盟成員國之间意见各异。委员会指出如果成员国夏令时规则不再一致，将会产生额外成本。2017年，芬兰和立陶宛两国议会均投票支持要求欧盟重新考虑夏令时的议案，波兰和瑞典也有同样的批评之声。欧盟委员会在当时表示正在审核相关政策。
2018年2月8日，欧盟议会投票要求欧盟委员会重新评估欧洲的夏令时问题。网络民意调查收集了460萬民眾的意見，84%受訪者支持废除每年两次调整时钟的做法，僅16%受訪者支持保留夏令時。2018年9月12日，欧盟委员会决定提议结束季节性时钟调整（废除歐洲聯盟指令2000/84/EC）。根据欧洲联盟立法程序，要通过此议案，欧洲联盟理事会和欧洲议会均需投票支持。
根据此提案规定，成员国本应在2019年3月31日前决定它们全年将使用哪一区时。但是这一截止日期被许多人认为过于仓促。负责协调修改绝大多数计算机和智能手机所使用的时区数据库的机构互联网号码分配局表示，“在只有不到一年时间做准备，由于软件和数据更新的不及时，极有可能会有一些计算机的时钟系统在变更后无法正常工作”。航空公司指出修改所有航班时间表的工作极为复杂，建议维持原状或者至少将改变推迟至2021年。2018年10月29日，欧盟交通部长非正式会议上，许多成员国表示不会支持这一“不切实际的”时间表，实际执行时间可能被推迟到2021年。
讨论显示，如丹麦、荷兰（UTC+01:00）以及芬兰（UTC+02:00）等国支持全年使用冬季时间，而葡萄牙（UTC+01:00）、波兰（UTC+02:00）及塞浦路斯（UTC+03:00）等国则支持全年使用夏季时间。西班牙在此问题上有分歧，其大陆区域支持使用协调世界时（UTC），而巴利阿里群島希望留在东一区（UTC+01:00），而加那利群岛则希望使用西一区时间（UTC-01:00）。英国计划将在此变更生效前退出欧盟，新的欧盟指令仅在过渡期（如果存在）内有效，但是过渡期后则由英国自主决定。如果英国继续变更冬/夏令时，那么北爱尔兰将会有半年时间会和爱尔兰或英国本土有一小时时差。爱尔兰政府准备就欧盟问题开启公众咨询；截止2018年9月，英国政府表示“并无计划”废除夏令时。
2019年3月4日，英国议会交通与旅游委员会以23票赞同11票反对的结果，通过了欧盟委员会的提议。但是为了保证平稳过渡，开始日期被推迟到2021年，并且欧盟委员会必须协调各国保持夏季或冬季时间的决定，确保其不会打乱内部市场秩序。3月26日，欧盟议会全体通过了此决议，接下来等待部長理事會通过。根据指令草案，成员国可以选择留在当前的夏季时间，那么他们的最后一次时钟调整将是2021年3月的最后一个周日；或者选择留在当前的冬季时间，那么其生效时间为2021年10月的最后一个周日。
爱尔兰政府的公众咨询显示，八成民众不支持任何会使北爱尔兰和爱尔兰共和国之间出现时差的决策。2019年7月，爱尔兰宣布其反对此指令，并有意游说其他欧盟成员国。部长理事会需要拿到55%数量的成员国，且支持国需覆盖欧盟人口的65%的大多数，方可通过指令。英国上议院在2019年7月开始就执行欧盟此项变革进行咨询，探究有关准备工作和需要考虑的因素。

## 各地情况
当夏令时开始实施时，欧洲绝大部分地区都会在当地的时区之前加入“夏令”二字。例如在UTC+1时区，欧洲中部时间变成了欧洲中部夏令时间（UTC+2）。
在英国，实施夏令时后的当地时间被称作英国夏令时（British Summer Time，缩写BST），而一年中的其他时候应英国当地时间一般被称作格林尼治标准时间（Greenwich Mean Time，缩写GMT）。
在爱尔兰，夏令时时段中的当地时间是“IST”，也就是“爱尔兰标准时间（Irish Standard Time）”而非“爱尔兰夏令时间（Irish Summer Time）”。爱尔兰的官方使用的时间是欧洲中部时间（UTC+1），但实际上这仅仅在使用夏令时，时钟比冬季快1小时的时候才有效（欧洲中部时间这时候是欧洲中部夏令时间）。不适用夏令时的时候，爱尔兰的时间实际上是欧洲西部时间，也就是协调世界时或者格林尼治平均时间。

### 冰岛
冰島的地理位置是在UTC−01:00，但全年採用UTC+0:00。
冰岛近2/3人口居住在北緯64°的雷克雅維克。由於緯度很高，全年的日出及日落時間變化達數小時。即使實施夏令時，把時間調整一小時，也不能起太大作用。

### 俄罗斯和白俄罗斯
俄罗斯和白俄罗斯也使用夏令时制度，并与欧盟采用相同的开始和结束日期（即3月和10月的最后一个周日）。但是，与欧洲其他国家有明显区别的是，夏令时开始时，俄罗斯各个时区均在当地时间的凌晨2:00，而非统一的格林尼治时间1:00。而夏令时结束时，将时钟拨慢一小时的时间则是各个时区的当地时间凌晨3:00。
俄罗斯自2011年3月27日开始永久使用夏令时，把时间拨快一小时，不再调回。在总统德米特里·梅德韦杰夫支持下，俄罗斯各时区当地时间下午2时把时间永久调快一小时，使用夏令时。例如，莫斯科时间与格林尼治时间将永久相差4小时。按法新社的说法，由于苏联1930年要求全国统一把时间调快一小时，这一举措意味着俄罗斯各地时间将比原来快两小时。苏联1981年出于节能考虑引入夏令时制度，每年3月最后一个星期日开始，至10月最后一个星期日结束。

### 土耳其
土耳其同样根据欧盟的有关规定实施夏令时制度。2016年10月30日夏令时结束后，不往回拨1个小时，相当于结束了夏令时并且将时区向前挪了1小时。

## 拓展阅读
- David Prerau. . Granta Books.   [2008-11-14]. ISBN 1-86207-796-7. （原始内容存档于2017-09-21）.